# (4073) Ruianzhongxue
(4073) Ruianzhongxue – planetoida z pasa głównego asteroid okrążająca Słońce w ciągu 5 lat i 233 dni w średniej odległości 3,17 j.a. Została odkryta 23 października 1981 roku w Obserwatorium Astronomicznym Zijinshan. Nazwa planetoidy pochodzi od Rui’anzhongxue (Szkoła Średnia Rui’an) w prowincji Zhejiang i została nadana z okazji 110 rocznicy jej powstania. Przed nadaniem nazwy planetoida nosiła oznaczenie tymczasowe (4073) 1981 UE10.